# Капитолий штата Канзас
Капито́лий шта́та Канзас (англ. Kansas State Capitol, также известен как Kansas Statehouse) находится в городе Топика (англ. Topeka) — столице штата Канзас. В нём проводит свои заседания Законодательное собрание (легислатура) Канзаса, состоящая из Палаты Представителей и Сената штата Канзас. В нём также находится офис губернатора штата Канзас. 

## История

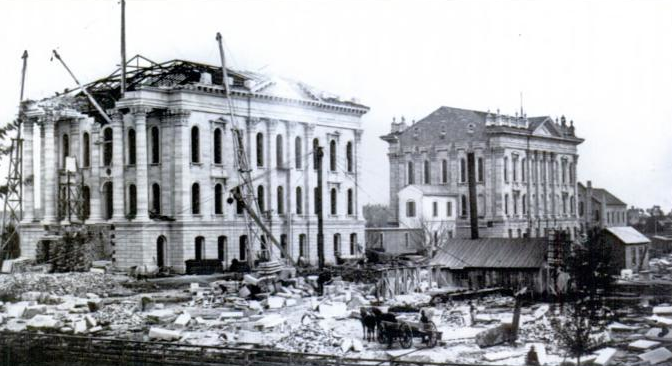
Строительство крыльев Капитолия (1879 г.)

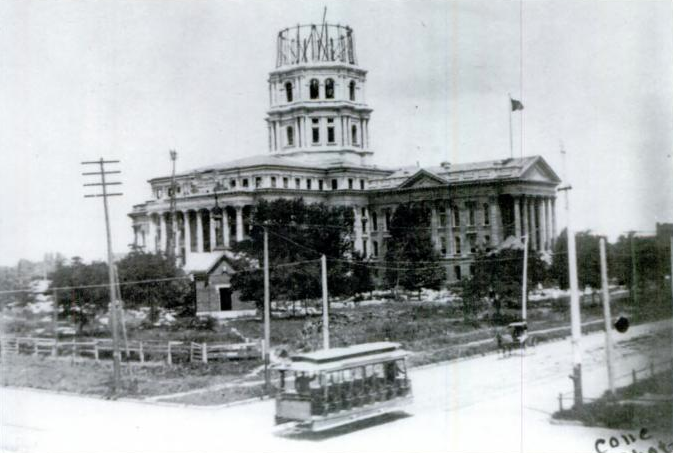
Сооружение купола Капитолия (1889 г.)

Канзас стал штатом США 29 января 1861 года, и в том же году Топика была утверждена столицей штата. Для строительства Капитолия Сайрус Курц Холлидей (один из основателей Топики и владелец железнодорожной компании) выделил 20 акров земли — этот дар был официально принят легислатурой штата Канзас 7 февраля 1862 года. Архитектором Капитолия был утверждён Эдвард Таунсенд Микс, а дизайн крыльев Капитолия был выполнен канзасским архитектором Джон Гидеон Хаскелл.
Краеугольный камень был заложен 17 октября 1866 года, и начось строительство восточного крыла. В декабре 1869 года часть крыла была готова, а в начале 1870 года там было проведено заседание законодательного собрания Канзаса. Строительство восточного крыла было завершено в 1873 году. Строительство западного крыла было начато в 1879 году, а в 1880 году там уже состоялось заседание Палаты представителей штата. В 1881 году легислатура выделила дополнительные средства для завершения работ по западному крылу, а также для строительства центральной части Капитолия, которое было начато в 1884 году.
Строительство Капитолия было завершено в 1903 году, через 37 лет после того как оно было начато. 24 марта 1903 года штат осуществил последнюю выплату за строительство, которое обошлось ему в 3 миллиона 200 тысяч 588 долларов и 92 цента (по тогдашним ценам).
В 1971 году Капитолий штата Канзас был включён в Национальный реестр исторических мест США (под номером 71000330).

## Фотогалерея

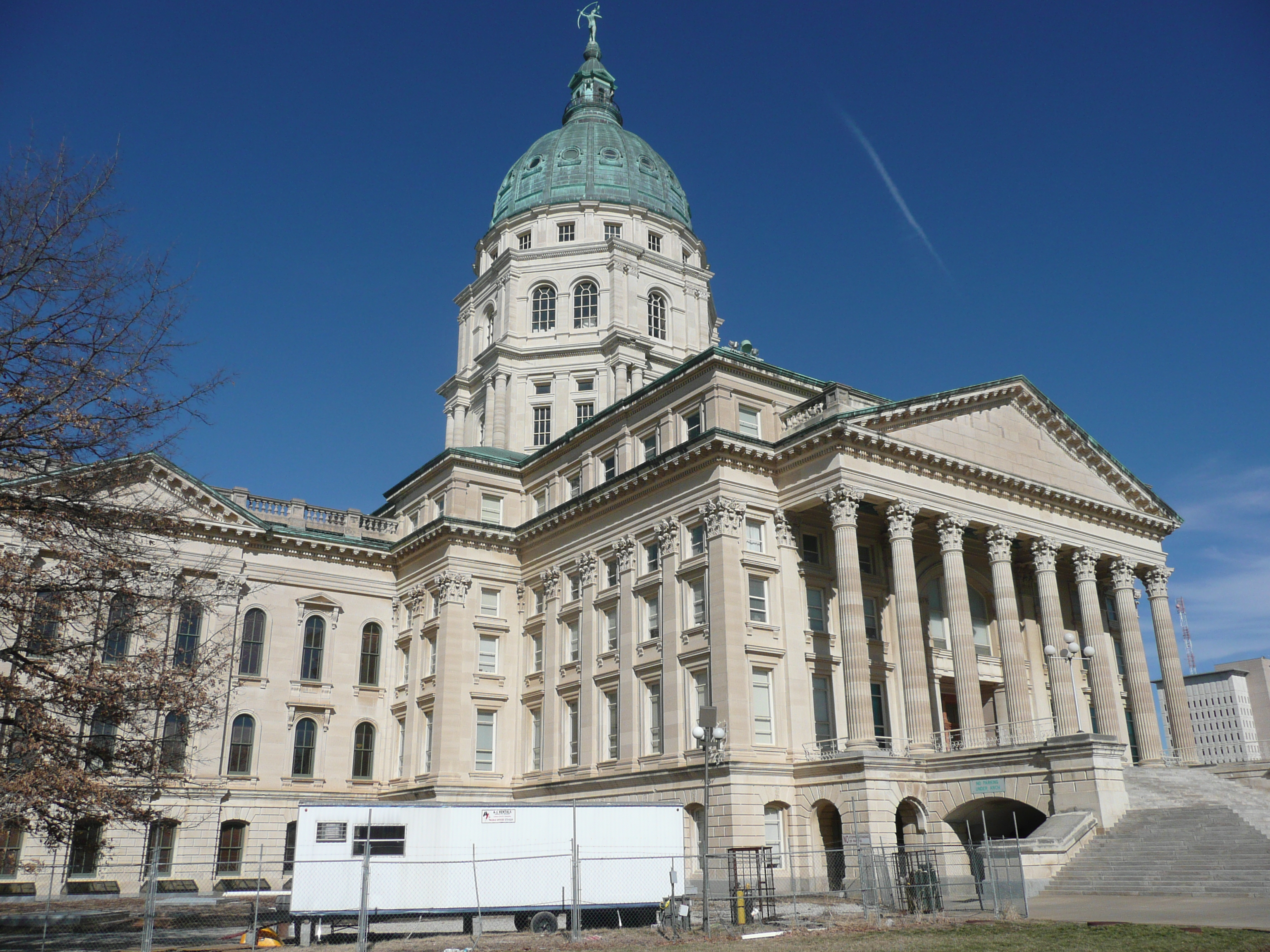
Капитолий штата Канзас
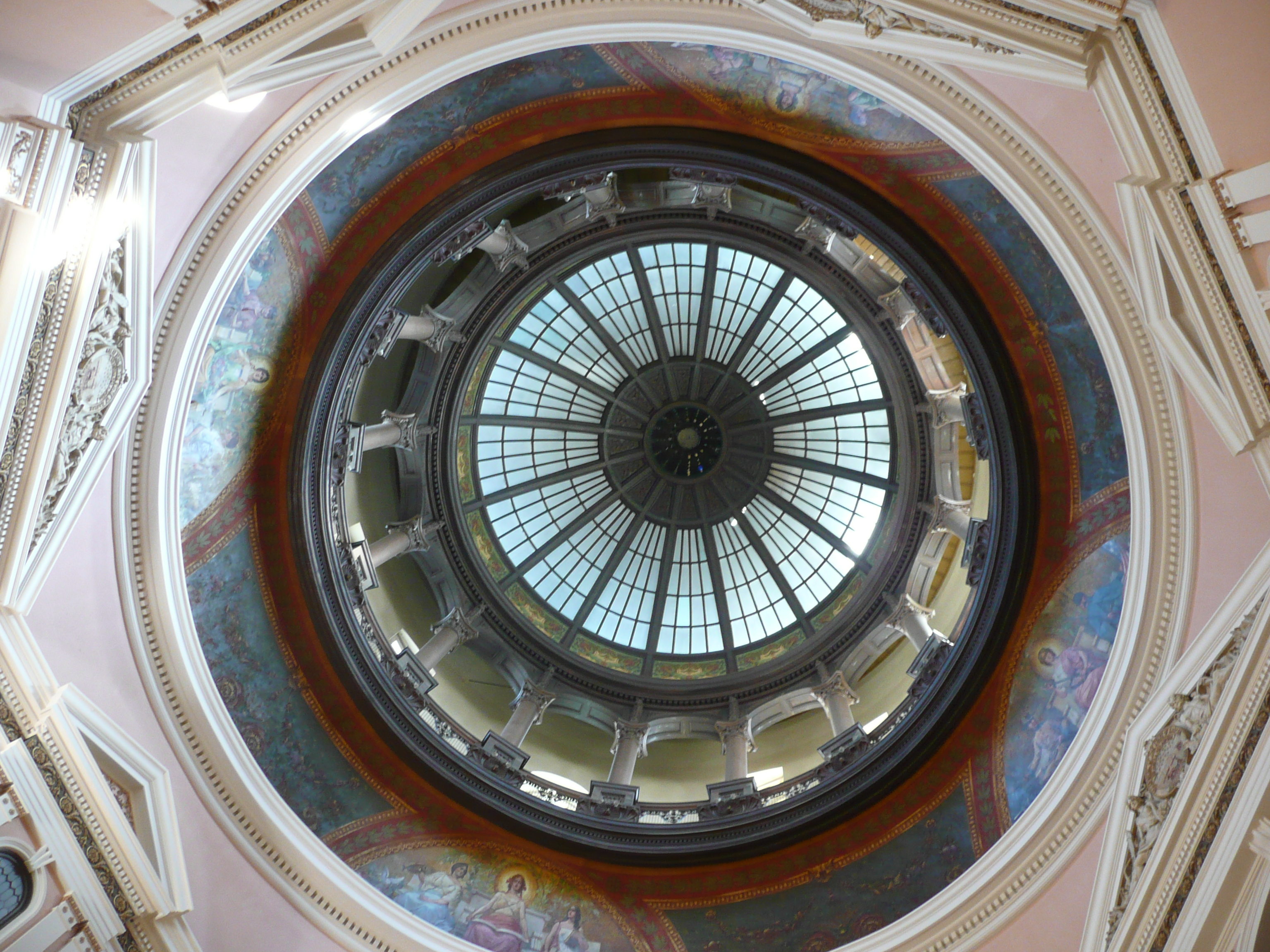
Внутренний вид купола Капитолия